# WWE Universal Championship
WWE Universal Championship (em português, Campeonato Universal da WWE) foi um campeonato mundial dos pesos pesados criado e promovido pela promoção de luta livre profissional americana WWE. Foi o terceiro campeonato mundial criado pela empresa, após o Campeonato da WWE e a versão de 2002–2013 do Campeonato Mundial dos Pesos Pesados. De abril de 2022 até abril de 2024, o título foi mantido e defendido em conjunto com o Campeonato da WWE como o Campeonato Universal Indiscutível da WWE, mas ambos os títulos mantiveram suas linhagens individuais. O campeão inaugural foi Finn Bálor e o último campeão reconhecido é Roman Reigns.
Nomeado em homenagem aos fãs da WWE, conhecidos como universo WWE, o campeonato foi estabelecido em 25 de julho de 2016, para ser o título principal da marca Raw. Sua criação veio como resultado da extensão de divisões e posterior ao draft em 19 de julho de 2016, em que o Campeonato da WWE, título mundial original da promoção, tornou-se exclusivo do SmackDown. O campeão universal inaugural foi Finn Bálor. Desde a sua criação, as lutas pelo campeonato foram destaque em vários eventos pay-per-view, incluindo cinco SummerSlams consecutivos de 2017 a 2021, bem como WrestleMania 34, segunda noite da WrestleMania 37, e segunda noite da WrestleMania 38, ambos sendo dois dos "cinco grandes" pay-per-views da WWE, o último dos quais é o principal evento da WWE. Após os eventos da Crown Jewel de 2019, o título foi transferido para o SmackDown, onde permaneceu até sua aposentadoria.
Em abril de 2022, durante o segundo reinado de Roman Reigns, que começou em agosto de 2020, ele também conquistou o Campeonato da WWE, com ambos os títulos sendo posteriormente referidos como o Campeonato Universal Indiscutível da WWE. Reigns perdeu o título Indiscutível para Cody Rhodes na WrestleMania XL em abril de 2024. Após isso, Rhodes foi referido como o campeão indiscutível da WWE, mas as histórias oficiais dos títulos reconheciam Rhodes como campeão tanto do WWE quanto do Universal. No entanto, depois que Rhodes perdeu o Campeonato Indiscutível da WWE para John Cena na WrestleMania 41 em abril de 2025, a história do título do Campeonato Universal foi alterada, aposentando oficialmente o título, removendo Rhodes como ex-campeão e, em vez disso, reconhecendo Reigns como o último campeão, com o título sendo aposentado após sua derrota para Rhodes na WrestleMania XL. Antes da derrota de Reigns, esse era o plano informado, mas a história oficial do título do Campeonato Universal da WWE não refletia isso até a perda de Rhodes.

## História

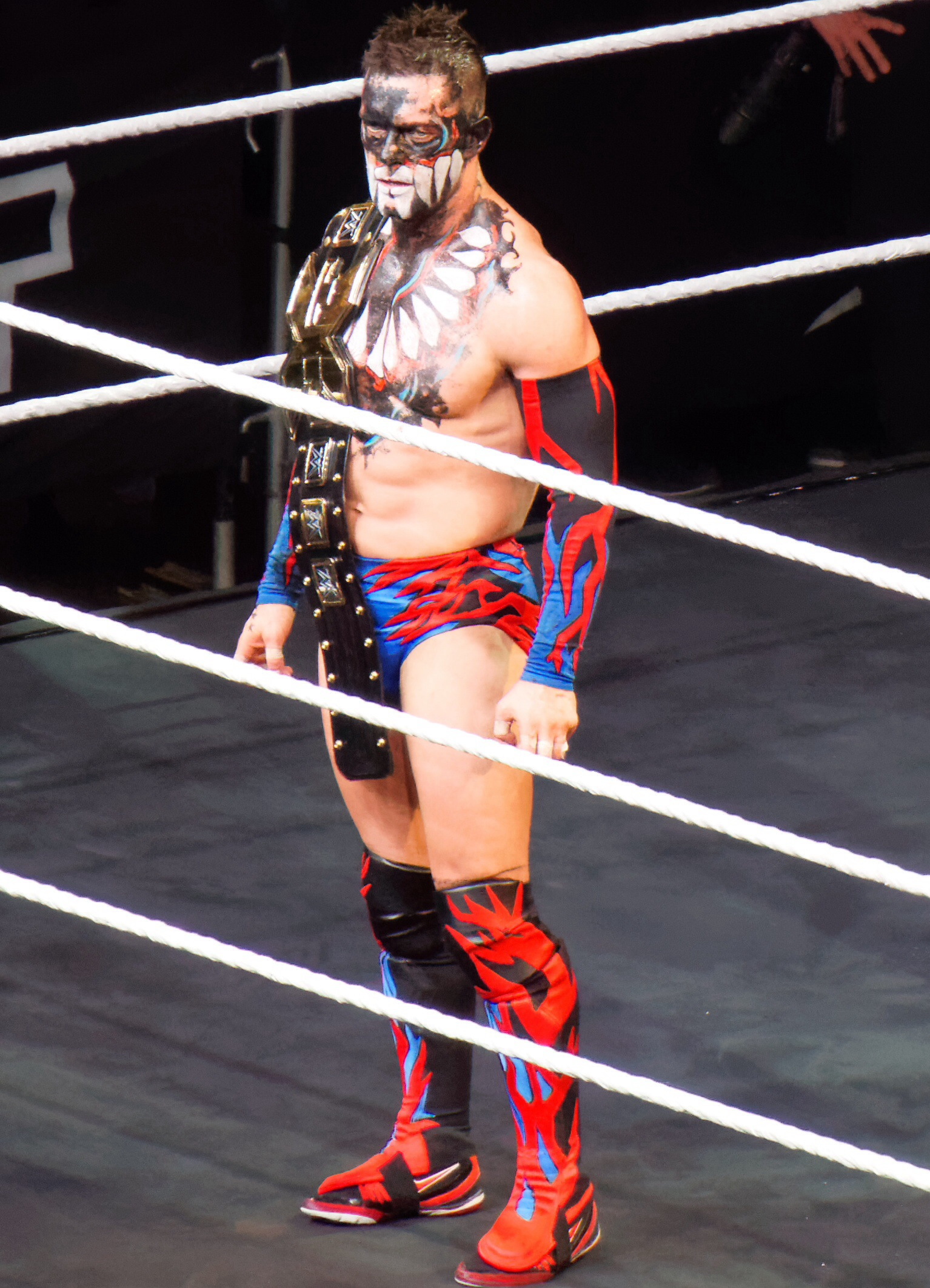
O campeão inaugural Finn Bálor, mostrado aqui com o cinturão original do Campeonato do NXT e ele em seu personagem "Demon", sob a qual ele lutou para ganhar o Campeonato Universal.

Em meados de 2016, a WWE reintroduziu a extensão de marca na qual a promoção dividiu sua lista principal entre as marcas Raw e SmackDown, onde os lutadores se apresentariam exclusivamente (a extensão de marca anterior terminou em 2011). Em 19 de julho de 2016, o SmackDown começou a transmitir ao vivo e nessa estreia do SmackDown Live, o WWE Draft de 2016 aconteceu e o atual Campeão da WWE Dean Ambrose foi convocado para o SmackDown. No Battleground em 24 de julho, Ambrose manteve o título em uma luta triple threat contra os draftados do Raw Seth Rollins e Roman Reigns, deixando o Raw sem um título mundial. No episódio seguinte do Raw, a comissária da marca Stephanie McMahon e o gerente geral Mick Foley criaram o Campeonato Universal da WWE para servir como o principal campeonato da marca. O título foi nomeado em homenagem ao Universo WWE, o nome que a promoção usa para se referir à sua base de fãs.
O campeão inaugural foi coroado no SummerSlam em 21 de agosto em uma luta de simples por pinfall e submissão. Seth Rollins foi automaticamente definido para essa luta, pois ele era a escolha número um do Raw e não foi derrotado na luta pelo Campeonato da WWE no Battleground. Seu oponente foi determinado por duas lutas fatal four-way no Raw, com os vencedores lutando entre si em uma luta individual. Finn Bálor venceu o primeiro fatal four-way ao derrotar Cesaro, Kevin Owens e Rusev, enquanto Roman Reigns venceu o segundo ao derrotar Chris Jericho, Sami Zayn e Sheamus. Bálor então derrotou Reigns e foi adicionado à luta pelo título. No SummerSlam, Bálor, lutando sob seu personagem "Demon", derrotou Rollins para se tornar o campeão inaugural. Bálor foi o primeiro lutador da WWE a ganhar um título mundial em sua estreia no pay-per-view, bem como ganhar seu primeiro título mundial em menos de um mês de sua estreia no elenco principal da WWE. Durante a luta pelo campeonato, Bálor sofreu uma lesão no ombro legítima e foi forçado a desocupar o título no dia seguinte.
No Crown Jewel em 31 de outubro de 2019, o lutador do SmackDown "The Fiend" Bray Wyatt ganhou o título Universal ao derrotar Seth Rollins em uma luta Falls Count Anywhere que não pôde ser interrompida por nenhum motivo, transferindo assim o Campeonato Universal para o SmackDown. O Campeonato da WWE foi posteriormente transferido para o Raw depois que o atual campeão Brock Lesnar deixou o SmackDown no dia seguinte, levando o título para o Raw.
Na noite 2 da WrestleMania 38 em 3 de abril de 2022, o então campeão universal Roman Reigns derrotou o campeão da WWE Brock Lesnar do Raw em uma luta Winner Takes All para reivindicar os dois campeonatos e ser reconhecido como o Campeão Indiscutível Universal da WWE; no entanto, ambos os títulos permaneceram ativos de forma independente, com Reigns sendo um campeão duplo, defendendo os dois títulos juntos em ambas as marcas como o campeão universal indiscutível da WWE. Em 24 de abril de 2023, no episódio do Raw, o COO da WWE Triple H anunciou que, independentemente da marca para a qual Reigns foi selecionado no Draft de 2023, ele e seu campeonato indiscutível se tornariam exclusivos dessa marca. Triple H posteriormente revelou um novo Campeonato Mundial dos Pesos-Pesados para a marca adversária, que foi vencido por Seth "Freakin" Rollins no Night of Champions. Como Reigns foi selecianado para o SmackDown, o Campeonato Mundial dos Pesos-Pesados tornou-se exclusivo do Raw. Em 2 de junho de 2023, no episódio do SmackDown, Triple H presenteou Reigns com um novo cinturão singular para representar o Campeonato Indiscutível Universal da WWE. Em meio à confusão das linhagens, o Fightful relatou que a WWE confirmou a eles que os dois campeonatos ainda eram na verdade linhagens separadas, apesar de haver apenas um cinturão, e que o plano era que o Campeonato Universal seria aposentado após a derrota de Reigns. No entanto, após Cody Rhodes conquistar o título na WrestleMania XL em abril de 2024, ele também foi reconhecido como campeão da WWE e campeão universal, embora o título tenha começado a ser referido como o Campeonato Indiscutível da WWE. Isso continuaria até Rhodes perder o título para John Cena na WrestleMania 41 em abril de 2025. Após a perda de Rhodes, a história do título do Campeonato Universal foi alterada para oficialmente aposentar o campeonato. Rhodes também foi removido como ex-detentor do título, com Reigns sendo reconhecido como o último campeão, com seu reinado encerrado na WrestleMania XL.

## Designação da marca
A seguir está uma lista de datas indicando as transições do Campeonato Universal da WWE entre as marcas Raw e SmackDown.
| Data de transição     | Marca     | Notas |
| --------------------- | --------- | --- |
| 25 de julho de 2016   | Raw       | O título foi estabelecido para o Raw depois que o Campeão da WWE Dean Ambrose foi draftado para o SmackDown no WWE Draft de 2016. Finn Bálor posteriormente se tornou o Campeão Universal inaugural no SummerSlam em 21 de agosto.                             |
| 31 de outubro de 2019 | SmackDown | O Campeonato Universal mudou-se para o SmackDown depois que "The Fiend" Bray Wyatt, um membro da marca SmackDown, derrotou Seth Rollins em uma luta Falls Count Anywhere que não pôde ser interrompida por qualquer motivo para ganhar o Campeonato Universal. |

## Design do cinturão
O cinturão do Campeonato Universal é semelhante em aparência ao cinturão do Campeonato da WWE (introduzido em 2014), com algumas diferenças notáveis. Como o cinturão do Campeonato da WWE, a placa central é um grande corte do logotipo da WWE com diamantes dentro de uma placa heptagonal irregular, mas com as palavras maiúsculas "Universal Champion" em letras pequenas embaixo do logotipo. Da mesma forma, existem barras divisoras de ouro que separam a placa central de suas duas placas laterais. Cada placa lateral apresenta a mesma seção central removível padrão do Campeonato da WWE (o logotipo da WWE sobre um globo vermelho), que pode ser personalizado com o logotipo do campeão. A diferença mais marcante é a alça do cinto, cuja cor indica a marca exclusiva. Quando o cinto foi revelado pela primeira vez no SummerSlam 2016, a pulseira era vermelha para simbolizar sua exclusividade para a marca Raw, e o sublinhado do logotipo da WWE na placa central era preto para torná-lo visível (essencialmente o reverso do cinto do Campeonato da WWE). Depois que o título se tornou exclusivo do SmackDown no final de 2019, Bray Wyatt introduziu uma variação de alça azul e o sublinhado do logotipo da WWE foi alterado de preto para vermelho.

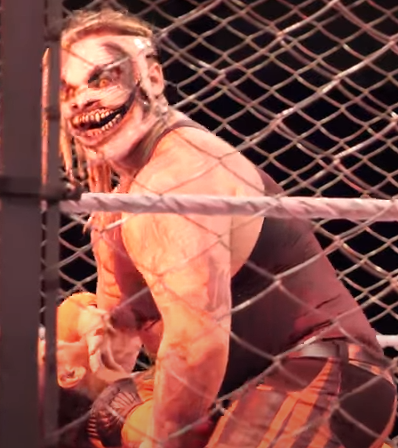
Duas vezes campeão Bray Wyatt, mostrado aqui como "The Fiend", cuja versão personalizada do cinturão do Campeonato Universal foi baseada em sua máscara.

Além da versão do cinturão do SmackDown, Wyatt também introduziu uma versão personalizada do título para seu personagem "Fiend" no episódio de 29 de novembro do SmackDown. O cinto personalizado apresentava o rosto do The Fiend no lugar da placa central. As frases do personagem "Hurt" e "Heal" foram escritas em vermelho em tiras de couro preto no lugar de placas laterais, enquanto a alça do cinto em si era de couro vermelho e preto com costura vermelha segurando-o. A frase do personagem "Let Me In" também foi incluída. Wyatt usou as versões padrão e personalizada do campeonato; seu alegre personagem Firefly Fun House segurava a faixa azul padrão, enquanto seu sinistro personagem, Fiend, mantinha o cinturão personalizado.

Roman Reigns como o campeão universal indiscutível da WWE, que representava tanto o Campeonato Universal quanto o Campeonato da WWE. Ele se tornou campeão indiscutível durante seu segundo reinado com o Campeonato Universal, que foi o reinado mais longo do título, com 1.316 dias, e o quarto reinado mais longo de um campeonato mundial na história da WWE.

Após Roman Reigns se tornar o campeão universal indiscutível da WWE na WrestleMania 38 em abril de 2022, tanto os cinturões do Campeonato Universal quanto do Campeonato da WWE foram usados juntos para representar o título indiscutível, embora ambos os títulos mantivessem suas linhagens individuais. No episódio de 2 de junho de 2023 do SmackDown, em celebração aos 1.000 dias de Reigns como campeão universal, ele recebeu um novo cinturão único para representar o Campeonato Universal Indiscutível da WWE. O cinturão apresentava o mesmo design do "Network Logo" em uma faixa preta, mas o logo da WWE estava incrustado com pedras preciosas negras, e havia um fundo dourado texturizado atrás do logo, que fazia parte da placa de metal em vez do couro subjacente. O texto na parte inferior da placa dizia 'Campeão Indiscutível'; as placas laterais permaneceram as mesmas. Apesar disso, seu manager, Paul Heyman, continuou a carregar os cinturões anteriores do Campeonato Universal e do Campeonato da WWE até o final de julho. No site da WWE, imagens dos cinturões anteriores ainda eram usadas para as histórias individuais dos títulos de cada campeonato até abril de 2024, quando o cinturão do Campeonato Universal Indiscutível da WWE substituiu a imagem para o Campeonato da WWE; a história do título do Campeonato Universal manteve a imagem do antigo cinturão azul. Após a aposentadoria do Campeonato Universal, o cinturão Indiscutível continuaria sendo usado para o Campeonato da WWE, que também continuaria a ser referido como o Campeonato Indiscutível da WWE.

## Recepção
O design do Campeonato Universal foi fortemente criticado. Jason Powell da Pro Wrestling Dot Net se referiu a ele como "um cinturão que ninguém gosta". Adam Silverstein, da CBS Sports, descreveu-o como "feio" enquanto o público do SummerSlam ao vivo no Brooklyn, Nova York, deu cânticos de escárnio, incluindo "Este cinto é uma merda", uma avaliação com a qual os repórteres da New England Sports Network concordaram. Ricky Doyle, do site, escreveu que a resposta da multidão transformou o que deveria ter sido um "momento marcante para a empresa" em uma "experiência estranha". Mike Johnson do Pro Wrestling Insider sentiu que o título parecia um "xerox" do Campeonato da WWE e não culpou o público por reagir negativamente. O design também foi impopular entre os fãs de wrestling online.
Os funcionários da WWE responderam logo após a estreia do título. Seth Rollins criticou a reação do público do SummerSlam, escrevendo no Twitter: "Mais importante do que a aparência de um título é o que ele representa para os homens que lutam por ele. Você realmente me decepcionou esta noite, Brooklyn". Embora reconhecendo que ele mesmo poderia ter escolhido um design de cinto diferente, Mick Foley ecoou a resposta de Rollins em um longo post no Facebook. Ele se lembrou de ter sido presenteado com o Campeonato Hardcore da WWF, um cinturão de título feito de peças de metal quebradas presas por fita adesiva, que os desafiantes "fizeram ... significar algo ao rebentar [seus] traseiros". Em uma promo kayfabe no episódio seguinte do Raw, o então vilão Rollins chamou o cinturão de "bonito".
Mais tarde, em 2016, Jim Vorel, do Paste, classificou o título como o pior dos nove disputados na WWE, observando seu design "desagradável". Por outro lado, Nick Schwartz da Fox Sports escreveu: "Não é tão ruim quanto os fãs fizeram parecer no SummerSlam. Está tudo bem."

## Reinados
Ao longo da história de quase oito anos do título, houve 16 reinados entre 8 campeões e duas ocasiões em que o título ficou vago. Finn Bálor foi o campeão inaugural. Brock Lesnar teve o maior número de reinados, com três. O segundo reinado de Roman Reigns foi o mais longo, com 1.316 dias, enquanto Bálor teve o reinado mais curto, com 22 horas, já que foi forçado a deixar o título vago devido a uma lesão legítima ao conquistá-lo. Reigns também deteve o título por mais dias combinados, com 1.380 dias (1.379 dias conforme reconhecido pela WWE). Kevin Owens foi o campeão mais jovem, ao vencê-lo com 32 anos e 114 dias, enquanto Goldberg foi o mais velho ao conquistar o título pela segunda vez, com 53 anos. O último campeão reconhecido foi Reigns.
| No.         | Ordem de reinados na história                         |
| Reinado     | O número de reinados de cada lutadora                 |
| Dias        | Número de dias retidos                                |
| Dias recon. | Número de dias retidos reconhecidos pela promoção     |
| †           | Mudança de campeonato não é reconhecida pela promoção |
| <1          | O reinado durou menos de um dia                       |
| +           | Indica o reinado atual.                               |

| No.            | Campeão                | Mudança de Campeonato     | Mudança de Campeonato   | Mudança de Campeonato        | Estatísticas do Reinado | Estatísticas do Reinado | Estatísticas do Reinado | Notas | Ref.          |
| No.            | Campeão                | Data                      | Evento                  | Localização                  | Reinado                 | Dias                    | Dias recon.             | Notas | Ref.          |
| -------------- | ---------------------- | ------------------------- | ----------------------- | ---------------------------- | ----------------------- | ----------------------- | ----------------------- | --- | ------------- |
| WWE: Raw       |                        |                           |                         |                              |                         |                         |                         | |               |
| 1              | Finn Bálor             | 21 de agosto de 2016      | SummerSlam              | Brooklyn, Nova Iorque        | 1                       | <1                      | <1                      | O título foi estabelecido para o Raw depois que o Campeonato da WWE se tornou exclusivo do SmackDown após o Draft da WWE de 2016. Bálor derrotou Seth Rollins em uma luta de pinfall e finalização para se tornar o campeão inaugural. |               |
| —              | Vago                   | 22 de agosto de 2016      | Raw                     | Brooklyn, Nova Iorque        | —                       | —                       | —                       | Vago devido a Finn Bálor sofrer uma lesão no ombro legítima durante sua luta no SummerSlam. |               |
| 2              | Kevin Owens            | 29 de agosto de 2016      | Raw                     | Houston, Texas               | 1                       | 188                     | 188                     | Esta foi uma luta fatal four-way de eliminação pelo título vago também envolvendo Big Cass, Roman Reigns e Seth Rollins, que Owens eliminou pela última vez para vencer. |               |
| 3              | Goldberg               | 5 de março de 2017        | Fastlane                | Milwaukee, Wisconsin         | 1                       | 28                      | 28                      | |               |
| 4              | Brock Lesnar           | 2 de abril de 2017        | WrestleMania 33         | Orlando, Flórida             | 1                       | 504                     | 503                     | |               |
| 5              | Roman Reigns           | 19 de agosto 2018         | SummerSlam              | Brooklyn, Nova Iorque        | 1                       | 64                      | 63                      | |               |
| —              | Vago                   | 22 de outubro de 2018     | Raw                     | Providence, Rhode Island     |                         | —                       | —                       | O título ficou vago depois que Roman Reigns anunciou que tinha um novo diagnóstico legítimo de leucemia. |               |
| 6              | Brock Lesnar           | 2 de novembro de 2018     | Crown Jewel             | Riade, Arábia Saudita        | 2                       | 156                     | 156                     | Originalmente estava programada para ser uma luta Triple Threat em que Roman Reigns defenderia o título contra Lesnar e Braun Strowman. Depois que Reigns abriu mão do título, o combate se tornou uma luta individual entre Lesnar e Strowman pelo título vago. |               |
| 7              | Seth Rollins           | 7 de abril 2019           | WrestleMania 35         | East Rutherford, Nova Jérsei | 1                       | 98                      | 98                      | |               |
| 8              | Brock Lesnar           | 14 de julho de 2019       | Extreme Rules           | Filadélfia, Pensilvânia      | 3                       | 28                      | 27                      | Esse foi o cash-in da maleta Money in the Bank de Lesnar. |               |
| 9              | Seth Rollins           | 11 de agosto de 2019      | SummerSlam              | Toronto, ON, Canadá          | 2                       | 81                      | 80                      | | [ 42 ]        |
| 10             | "The Fiend" Bray Wyatt | 31 de outubro de 2019     | Crown Jewel             | Riyadh, Arábia Saudita       | 1                       | 119                     | 118                     | Esta foi uma luta Falls Count Anywhere que não pôde ser interrompida por nenhum motivo. O título tornou-se exclusivo da marca SmackDown devido ao status de Wyatt como lutador do SmackDown. | [ 43 ]        |
| WWE: SmackDown |                        |                           |                         |                              |                         |                         |                         | |               |
| 11             | Goldberg               | 27 de fevereiro de 2020   | Super ShowDown          | Riyadh, Arábia Saudita       | 2                       | 27 ou 28                | 37                      | A WWE reconhece que este reinado terminou em 4 de abril de 2020, quando a luta seguinte foi ao ar com atraso. | [ 44 ]        |
| 12             | Braun Strowman         | 25 ou 26 de março de 2020 | WrestleMania 36 Noite1  | Orlando, Flórida             | 1                       | 150 ou 151              | 141                     | A WrestleMania foi gravada em 25 e 26 de março, mas atualmente não se sabe em que dia essa luta foi gravada. A WWE reconhece este reinado como começando em 4 de abril de 2020, quando a luta foi ao ar com atraso. | [ 46 ]        |
| 13             | "The Fiend" Bray Wyatt | 23 de agosto de 2020      | SummerSlam              | Orlando, Flórida             | 2                       | 7                       | 6                       | Essa foi uma luta Falls Count Anywhere. | [ 47 ]        |
| 14             | Roman Reigns           | 30 de agosto de 2020      | Payback                 | Orlando, Flórida             | 2                       | 1.316                   | 1.316                   | Esta foi uma luta triple threat No Holds Barred também envolvendo Braun Strowman, que Reigns fez o pin. Na WrestleMania 38 em 3 de abril de 2022, Reigns derrotou Brock Lesnar para unificar o Campeonato Universal com o Campeonato da WWE do Raw e assim se tornou o Campeão Indiscutível Universal da WWE. Apesar dessa luta ser anunciada como uma partida de unificação, ambos os títulos permaneceram ativos de forma independente. | [ 48 ]        |
| †              | Cody Rhodes            | 7 de abril de 2024        | WrestleMania XL Noite 2 | Filadélfia, Pensilvânia      | —                       | 378                     | —                       | Esta foi uma luta Bloodline Rules em que Reigns também defendeu o Campeonato da WWE. Rhodes era membro da marca Raw e foi posteriormente transferido para o SmackDown. O nome do título indiscutível também foi alterado para Campeonato Indiscutível da WWE. A história oficial do título originalmente reconhecia Cody Rhodes como campeão até Rhodes perder o título na WrestleMania 41 no ano seguinte. Após sua derrota, a história oficial do título foi alterada, removendo Rhodes e, em vez disso, reconhecendo Reigns como o último campeão. | [ 49 ] [ 25 ] |
| —              | Desativado             | 21 de abril de 2025       | WrestleMania 41 Noite 2 | Paradise, Nevada             | —                       | —                       | —                       | Descontinuado em favor da continuidade da linhagem do Campeonato da WWE. Após a perda de Reigns, a história oficial do título inicialmente reconheceu Cody Rhodes como campeão até Rhodes perder o título na WrestleMania 41 no ano seguinte. Após sua derrota, a história oficial do título foi alterada, removendo Rhodes e, em vez disso, reconhecendo Reigns como o último campeão, com o título sendo aposentado na noite em que ele o perdeu na WrestleMania XL.                                                                                | [ 25 ]        |

## Reinados combinados

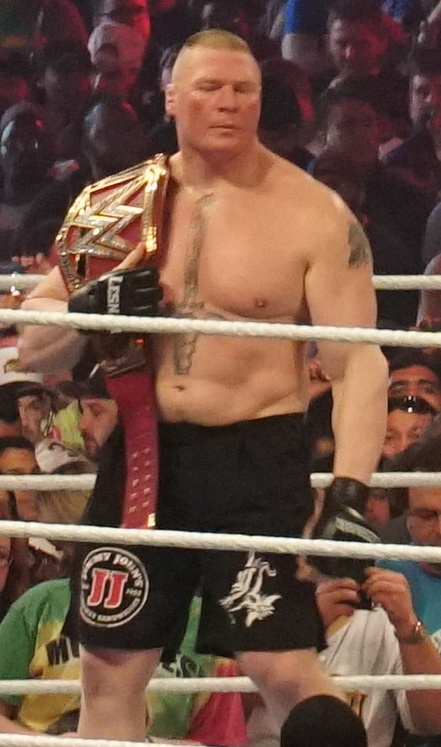
O tricampeão recordista Brock Lesnar, mostrado aqui em seu primeiro reinado com a versão original do Raw do cinturão do campeonato.

Em 22 de abril de 2025.
| ¤  | A duração exata de pelo menos um reinado de título é incerta, portanto a duração mais curta é considerada. |
| <1 | O reinado durou menos de um dia                                                                            |

| Rank | Lutador                | No. de reinados | Dias combinados | Dias combinados contados pela WWE |
| ---- | ---------------------- | --------------- | --------------- | --------------------------------- |
| 1    | Roman Reigns           | 2               | 1.380           | 1.379                             |
| 2    | Brock Lesnar           | 3               | 688             | 686                               |
| 3    | Kevin Owens            | 1               | 188             | 188                               |
| 4    | Seth Rollins           | 2               | 179             | 178                               |
| 5    | Braun Strowman         | 1               | ¤150            | 141                               |
| 6    | "The Fiend" Bray Wyatt | 2               | 126             | 124                               |
| 7    | Goldberg               | 2               | ¤55             | 64                                |
| 8    | Finn Bálor             | 1               | <1              | <1                                |